# Владимир Панков
Владимир Панков (на македонска литературна норма: Владимир Паунковски) е политик от Северна Македония с българско самосъзнание, председател на Сдружение Радко.

## Биография
Панков е роден като Владимир Паунковски в Охрид, тогава в Югославия. По образование е икономист. Работи във фирма „ЕМО“ в Охрид, в която казва, че се е нагледал „как Македония е обикновена колония на Сърбия“. От 1986 до декември 1991 година живее в Швейцария. След завръщането си в Република Македония се включва в редовете на ВМРО-ДПМНЕ в Охрид и е избран за член на местния изпълнителен комитет на партията.
През 1993 г. се опитва да създаде в Република Македония организация на българите там, под името ВМРО, но уставът не е регистриран от съда. На 30 юли 1996 г. става български гражданин. Променя името си на Панков. През ноември 1996 г. властите в Република Македония отнемат българския му международен паспорт. След няколко ареста, гладна стачка и намесата на българските власти, паспортът му е върнат. Една година пребивава в България, след което в 1998 година се връща в Република Македония.
В 2000 година става председател на Сдружение Радко, което в 2001 година е обявено за противоконституционно. През януари 2008 година Радко печели делото в Съда по правата на човека в Страсбург срещу Република Македония.
Панков е автор на книгата „Историческата истина за културната идентичност на славянското население в Република Македония“, издадена в 2004 година.
Умира на 5 януари 2019 година.